# 盧卡亞國家公園
26°36′13″N 78°24′06″W / 26.6035°N 78.4017°W

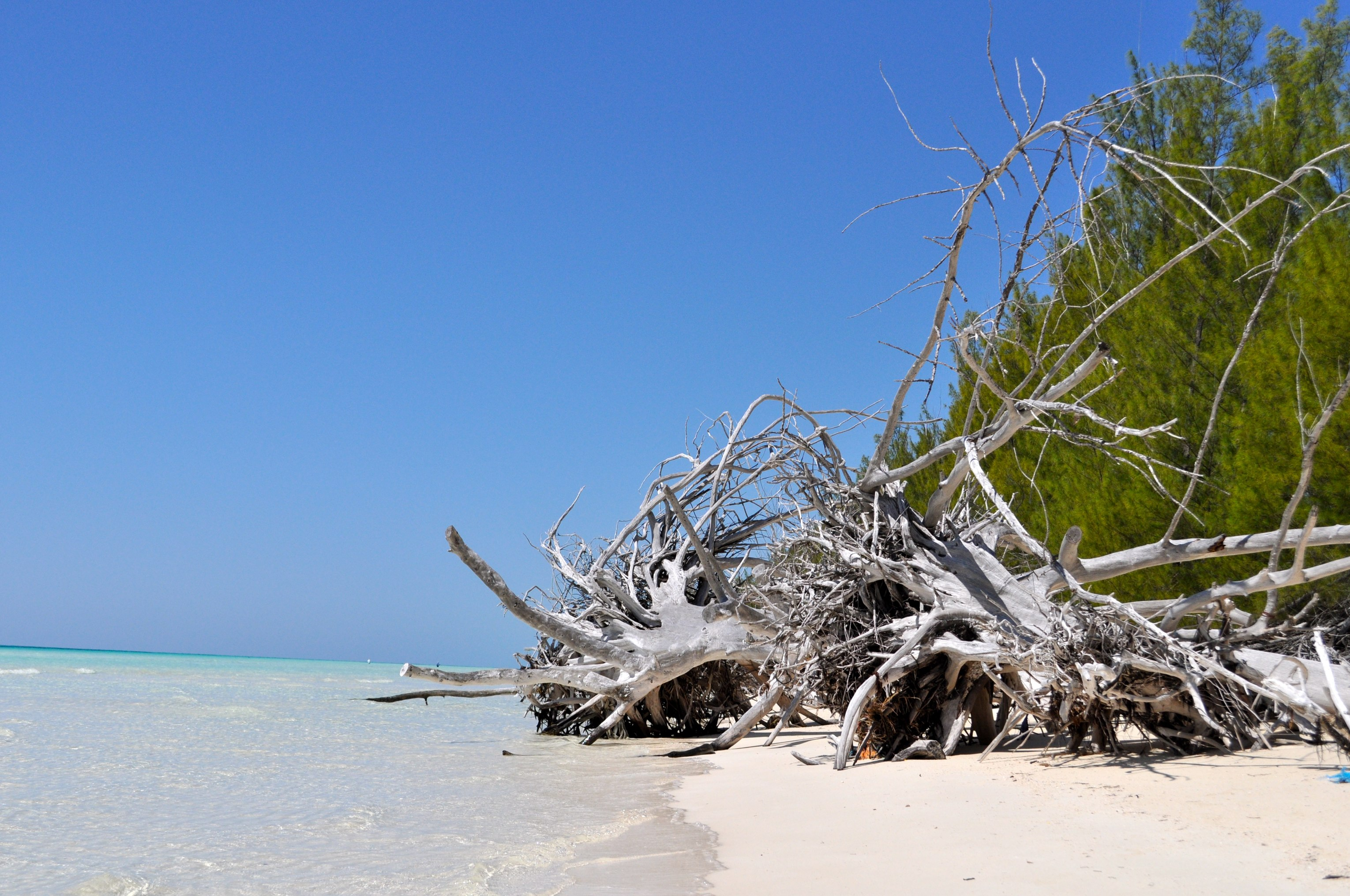

盧卡亞國家公園是巴拿馬的國家公園，位於大巴哈馬島，面積8平方公里，始建於1982年，該地區是甲殼亞門下分支槳足綱的發現地。